# آلورا (کوئینزلند)
آلورا (به انگلیسی: Allora) یک منطقهٔ مسکونی در استرالیا است که در کوئینزلند واقع شده‌است.